# Lijst van nummer 1-hits in de Nederlandse Top 40 in 2020
Deze hits stonden in 2020 op nummer 1 in de Nederlandse Top 40.
| Nummer | Datum        | Artiest                    | Titel                             | Reeks |
| ------ | ------------ | -------------------------- | --------------------------------- | ----- |
| 793    | 4 januari    | Tones and I                | Dance monkey                      |       |
|        | 11 januari   | Tones and I                | Dance monkey                      | 15    |
| 794    | 18 januari   | The Weeknd                 | Blinding lights                   |       |
| 795    | 25 januari   | Snelle                     | Smoorverliefd                     |       |
|        | 1 februari   | Snelle                     | Smoorverliefd                     |       |
|        | 8 februari   | Snelle                     | Smoorverliefd                     | 3     |
| 794    | 15 februari  | The Weeknd                 | Blinding lights                   |       |
|        | 22 februari  | The Weeknd                 | Blinding lights                   |       |
|        | 29 februari  | The Weeknd                 | Blinding lights                   |       |
|        | 7 maart      | The Weeknd                 | Blinding lights                   |       |
|        | 14 maart     | The Weeknd                 | Blinding lights                   |       |
|        | 21 maart     | The Weeknd                 | Blinding lights                   |       |
|        | 28 maart     | The Weeknd                 | Blinding lights                   |       |
| 796    | 4 april      | Davina Michelle & Snelle   | 17 miljoen mensen                 |       |
|        | 11 april     | Davina Michelle & Snelle   | 17 miljoen mensen                 |       |
|        | 18 april     | Davina Michelle & Snelle   | 17 miljoen mensen                 |       |
|        | 25 april     | Davina Michelle & Snelle   | 17 miljoen mensen                 | 4     |
| 794    | 2 mei        | The Weeknd                 | Blinding lights                   |       |
|        | 9 mei        | The Weeknd                 | Blinding lights                   |       |
|        | 16 mei       | The Weeknd                 | Blinding lights                   |       |
|        | 23 mei       | The Weeknd                 | Blinding lights                   |       |
|        | 30 mei       | The Weeknd                 | Blinding lights                   |       |
|        | 6 juni       | The Weeknd                 | Blinding lights                   | 14    |
| 797    | 13 juni      | SAINt JHN & Imanbek        | Roses (Imanbek remix)             |       |
|        | 20 juni      | SAINt JHN & Imanbek        | Roses (Imanbek remix)             | 2     |
| 798    | 27 juni      | Conkarah & Shaggy          | Banana (DJ FLe - Minisiren remix) |       |
|        | 4 juli       | Conkarah & Shaggy          | Banana (DJ FLe - Minisiren remix) |       |
|        | 11 juli      | Conkarah & Shaggy          | Banana (DJ FLe - Minisiren remix) |       |
|        | 18 juli      | Conkarah & Shaggy          | Banana (DJ FLe - Minisiren remix) |       |
|        | 25 juli      | Conkarah & Shaggy          | Banana (DJ FLe - Minisiren remix) | 5     |
| 799    | 1 augustus   | Jawsh 685 & Jason Derülo   | Savage Love (Laxed – Siren Beat)  |       |
|        | 8 augustus   | Jawsh 685 & Jason Derülo   | Savage Love (Laxed – Siren Beat)  |       |
|        | 15 augustus  | Jawsh 685 & Jason Derülo   | Savage Love (Laxed – Siren Beat)  |       |
|        | 22 augustus  | Jawsh 685 & Jason Derülo   | Savage Love (Laxed – Siren Beat)  |       |
|        | 29 augustus  | Jawsh 685 & Jason Derülo   | Savage Love (Laxed – Siren Beat)  | 5     |
| 800    | 5 september  | Rolf Sanchez               | Más Más Más                       |       |
|        | 12 september | Rolf Sanchez               | Más Más Más                       | 2     |
| 801    | 19 september | Joel Corry & MNEK          | Head & Heart                      |       |
|        | 26 september | Joel Corry & MNEK          | Head & Heart                      |       |
|        | 3 oktober    | Joel Corry & MNEK          | Head & Heart                      |       |
|        | 10 oktober   | Joel Corry & MNEK          | Head & Heart                      |       |
|        | 17 oktober   | Joel Corry & MNEK          | Head & Heart                      | 5     |
| 802    | 24 oktober   | Master KG & Nomcebo Zikode | Jerusalema                        |       |
|        | 31 oktober   | Master KG & Nomcebo Zikode | Jerusalema                        |       |
|        | 7 november   | Master KG & Nomcebo Zikode | Jerusalema                        |       |
|        | 14 november  | Master KG & Nomcebo Zikode | Jerusalema                        |       |
|        | 21 november  | Master KG & Nomcebo Zikode | Jerusalema                        | 5     |
| 803    | 28 november  | Tiësto                     | The Business                      |       |
|        | 5 december   | Tiësto                     | The Business                      |       |
|        | 12 december  | Tiësto                     | The Business                      |       |
|        | 19 december  | Tiësto                     | The Business                      |       |
|        | 26 december  | Tiësto                     | The Business                      |       |